# Инувик

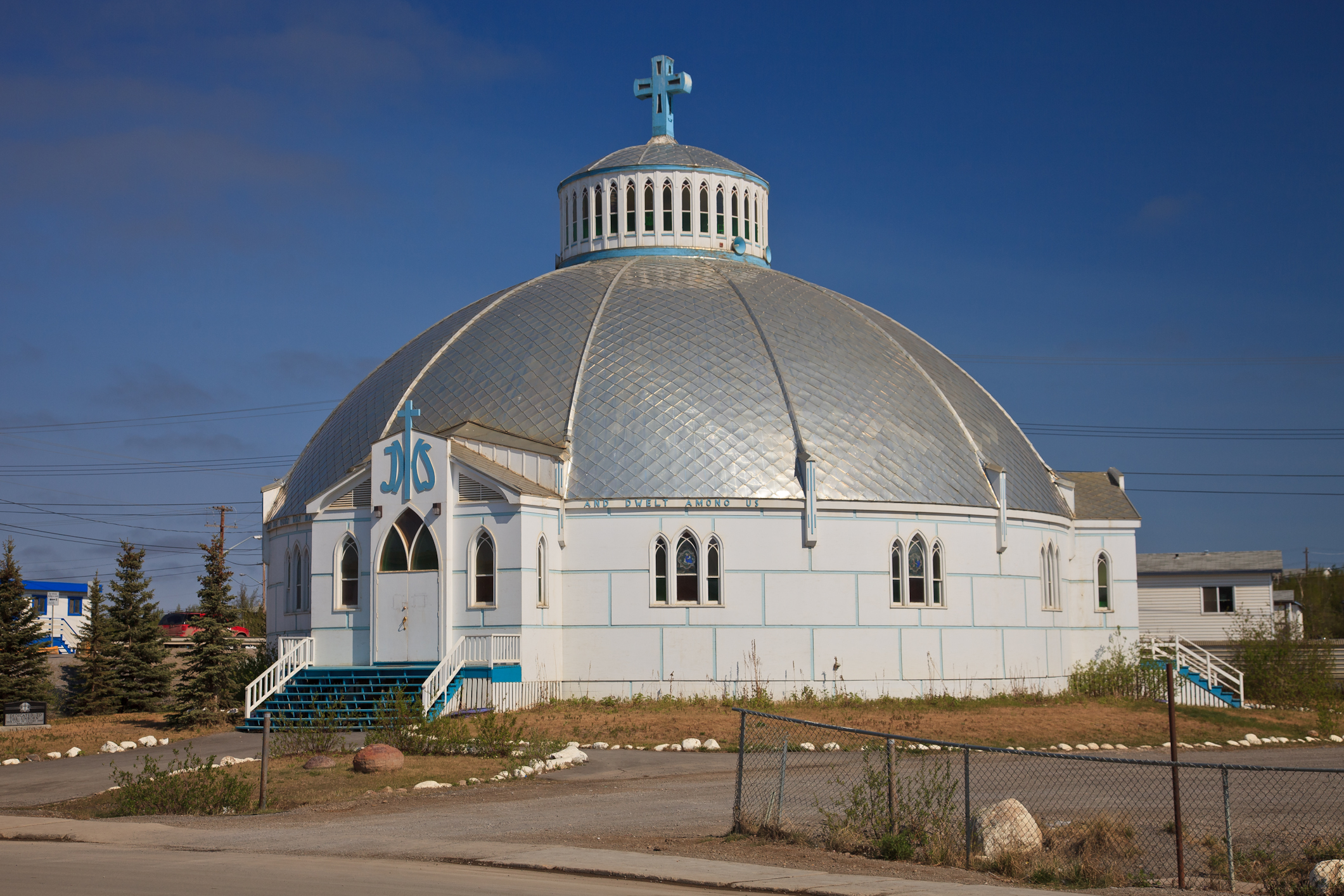
Церковь Пресвятой Девы Марии Победительницы, Инувик, Канада

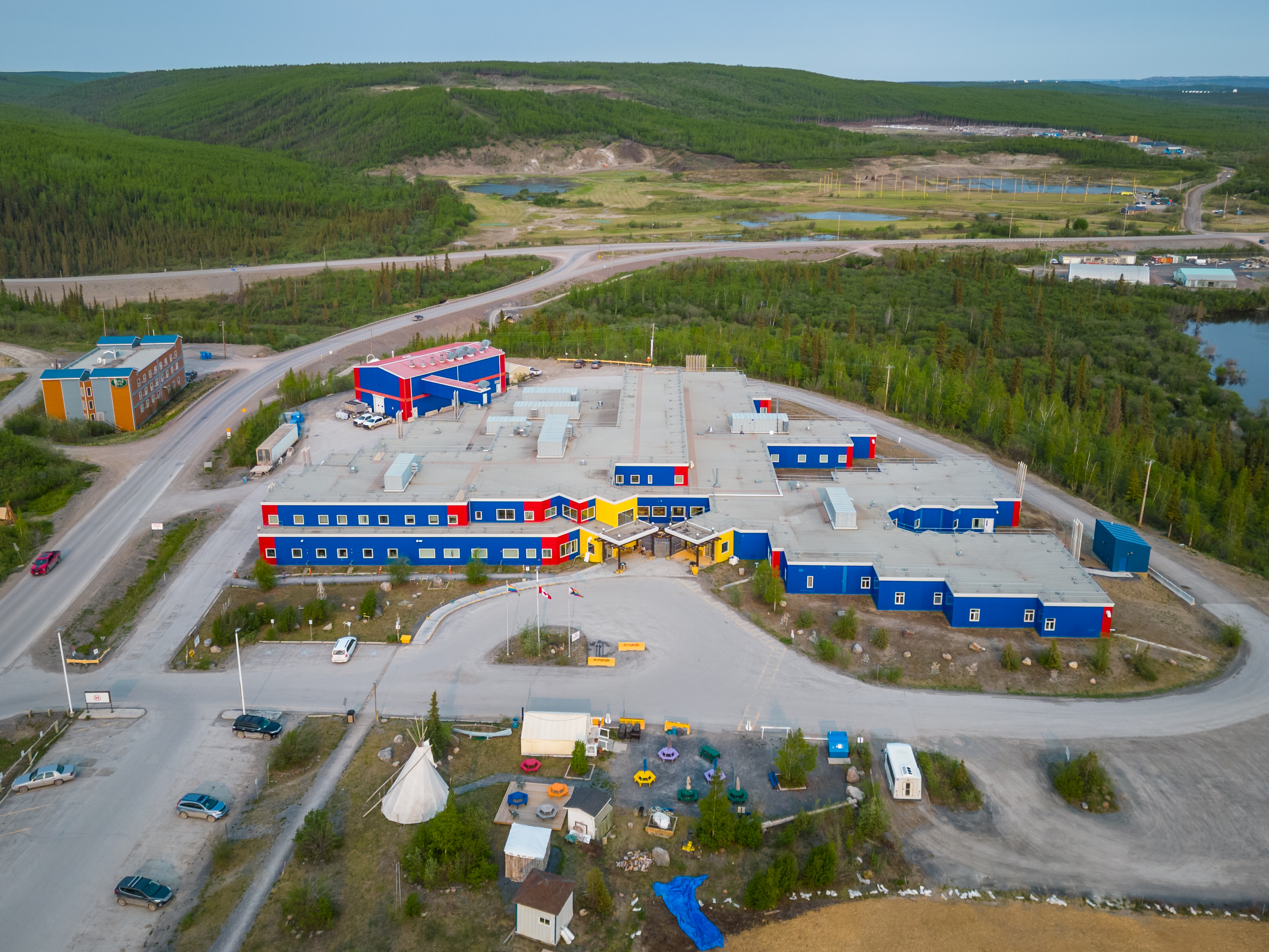
Больница Инувика

Ину́вик — город на северо-западе Канады в Северо-западных территориях.

## География
Инувик расположен на реке Маккензи в 100 км от моря Бофорта и в 200 км севернее полярного круга. Климат субарктический, из-за чего наблюдается вечная мерзлота. Средняя температура июля составляет 14,1 °С со средним максимумом 19,5 °С, средняя температура января — −26,9 °С со средним минимумом −31 °С. Самая низкая температура в Инувике составила −56,7 °C, а самая высокая — 32,8 °C. Обычно первые оттепели наступают в мае, а морозы в октябре.

## Население
Население города составляет 3484 человек (2006). Основным языком в Инувике является английский.

## Инфраструктура
В Инувике есть городская больница и в 2013 году планируется открытие школы.
В Инувике есть аэропорт. С дорожной сетью страны город связан трассой Демпстер. Трасса имеет продолжение на север до Тактояктука на берегу моря Бофорта.

## Достопримечательности
В Инувике находится Церковь Пресвятой Девы Марии Победительницы.